# 中平穂積
中平 穂積（なかだいら ほづみ、1936年8月3日 - 2024年12月1日）は、日本のジャズ・フォトグラファー。国内外の著名なジャズミュージシャンと親交があり、アルバムのジャケット撮影や、経営するジャズ喫茶にて、ライブやレコーディングを多数おこなっている。

## 経歴
和歌山県本宮町（現・田辺市）生まれ。和歌山県立新宮高等学校を経て、1960年日本大学芸術学部写真学科卒業。1961年2月、新宿に「DIG」を開店する。3月、「ジャズ・アーティスト写真展」を開催した。同月に結婚する。
1963年に「DIG」渋谷店をオープンする。1965年に、「ジャズ・カレンダー」の製作を開始した。
1966年、初渡米し、ジョン・コルトレーン、マイルス・デイビスを撮影。ヨーロッパのジャズ・シーンも見聞する。以降、アメリカ、ヨーロッパへの取材、撮影旅行を複数回実施した。
1977年、新宿の靖国通りに「ニューDUG」をオープンする。1982年、ドイツの「メールス・ジャズ・フェスティバル」にて写真展を開催した。「DIG」は1983年に休業ののち、1987年に立ち退きのため移転した。
2000年2月、「DUG」を新宿の靖国通りに再び移転させる。
2024年12月1日、死去。88歳没。

## 写真集
- 『JAZZ GIANTS '60』1981年
- 『JAZZ GIANTS 1961-2002』2002年